# اودا نوبوناگا (فیلم ۱۹۴۰)
اودا نوبوناگا (به ژاپنی: 織田信長) نام یک فیلم سینمایی
۱۰۴ دقیقه‌ای بر پایه زندگی اودا نوبوناگا است. این مجموعه توسط ماکینو ماساهیرو کارگردانی شده و در سال ۱۹۴۰ میلادی در ژاپن نمایش داده شده است. در این فیلم چیه‌زو کاتائوکا نقش اودا نوبوناگا و ریوسوکه کاگاوا نقش اودا نوبوهیده پدر نوبوناگا را ایفا می‌کنند. این فیلم وقایع را از زمان کودکی تا نبرد اوکه‌هازاما به تصویر کشیده است.